# SRF 1
« SF1 » redirige ici. Pour les autres significations, voir SF1 (homonymie).
SRF 1 est une chaîne de télévision généraliste publique suisse de la  Schweizer Radio und Fernsehen.

## Histoire de la chaîne
TV DRS Schweizer Fernsehen est lancée en 1953 depuis le Studio Bellerive de Zurich qui diffuse une heure d'émission cinq soirs par semaine. Les émissions régulières débutèrent le 1er janvier 1958.
Les premières émissions en romanche sont diffusées en 1963. La publicité apparaît en 1965 et la couleur en 1968. 
La chaîne est rebaptisée SF DRS (Schweizer Fernsehen Deutsche und Rätoromanische Schweiz, Télévision Suisse alémanique et romanche) en 1984 puis devient SF 1 en 1997, à la suite du lancement d'un second canal SF 2. 
Le 16 décembre 2012 la chaîne change de nom et devient SRF 1 dans le cadre de la politique d'uniformisation des marques radio et télévision de la Schweizer Radio und Fernsehen. SRF 1 est la première des trois chaînes de télévision Suisse alémaniques et romanches du groupe SRF (les deux autres sont SRF Zwei et SRF Info). SRF 1 est la chaîne pour les émissions romanches du Radio e Televisiun Rumantscha.

## Identité visuelle

### Logos

Logo de la TV DRS Schweizer Fernsehen de 1958 à 1985
Logo de la SF DRS de 1985 à 1993
Logo de la SF DRS de 1993 à 2005
Logo de SF 1 de 1997 à 2005
Logo de SF1 de 2005 à 2012
Logo de SF1 du 29 février au 16 décembre 2012
Logo de SF1 HD du 29 février au 16 décembre 2012
Logo de SRF1 depuis le 16 décembre 2012
Logo de SRF1 HD depuis le 16 décembre 2012

## Programmes
SRF 1 est considérée comme la chaîne diffusant le plus de programmes locaux.

### Information
- Tagesschau : journal télévisé quotidien à 19 heures 30
- Schweiz Aktuell : journal d'informations locales quotidien à 19 heures
- 10 vor 10 : magazine d'information à 21 heures 50, en hochdeutsch
- Rundschau : magazine hebdomadaire d'information
- Arena : grande émission politique, sous forme de débats, très souvent menés en schwyzertütsch.

### Magazines
- Kassensturz : le magazine des consommateurs (équivalent de À bon entendeur de la TSR)
- Puls : le magazine de la santé
- MTW : le magazine scientifique
- Literaturclub : magazine littéraire

### Divertissement
- Quer
- Aeschbacher : talk show
- Zischtigsclub
- DOK, le film documentaire
- Benissimo
- MusicStar

## Diffusion

### TNT
La chaine a fait son retour sur la TNT en Suisse, dans différentes régions :
- Grand Genève, émetteur de La Dôle et Le Salève (chaine no 9 prochainement)
- Jura Suisse, émetteur du Chasseral (chaine no 5 prochainement)
- Canton d'Appenzell, émetteur de Hoher Kasten

Elle est également diffusée dans des pays limitrophes :
- Autriche, à Bregenz, émetteur de Pfänder (cryptée)
- Italie, région de Bolzen

### Satellite
La chaine peut être reçu par le satellite Hot Bird (13°Est) uniquement à destination du citoyen suisse (diffusion cryptée).

## Radio e Televisiun Rumantscha
La Radio e Televisiun Rumantscha (Radio et Télévision Romanche) (RTR) diffuse quelques émissions en romanche sur SF1 : 
- Telesguard (Journal télévisé)
- Cuntrasts
- Istorgia da buna notg